# Юстиц-коллегия
- 1717—1722 граф А. А. Матвеев
- 1722—1727 граф П. М. Апраксин
- 1727—1732 князь М. М. Голицын
- 1734—1739 князь И. А. Щербатов
- 1740—1744 князь И. Ю. Трубецкой
- 1744—1753 П. Ф. Квашнин-Самарин
- 1753—1760 Н. М. Желябужский
- 1764—1767 И. И. Дивов
- 1767—1780 А. А. Яковлев

Юстиц-коллегия — высший апелляционный суд Российской империи по уголовным и гражданским делам, существовавший с 1718 года по 1786 год.

## История
Юстиц-коллегия в России была организована в одно время с другими петровскими коллегиями на базе старых московских судебных приказов. Основная функция — контроль за судопроизводством на местах. Созданием коллегии с 1717 года ведал граф А. А. Матвеев, который до её переезда из Москвы в Петербург был президентом Юстиц-коллегии (вице-президент — действительный статский советник Герман фон Бреверн (нем. Hermann von Brevern‎, 1663—1721)).
До 1720 года в структуру коллегии входил Поместный приказ; затем, до 1740 года — крепостная контора, в которой оформлялись документы о владении крепостными и землёй. В 1730—1763 годах коллегия также ведала сыскным приказом.
При проведении губернской реформы 1775 года было принято решение о закрытии коллегии. Её функции были распределены между губернскими судами на местах и Правительствующим сенатом.